# Таций, Григорий Михайлович
Григорий Михайлович Таций (1911—1992) — советский учёный, доктор экономических наук, профессор (1968).
Известен как автор многих работ по вопросам учёта и анализа хозяйственной деятельности, финансов, хозяйственного расчёта и экономического образования. 

## Биография
Родился 24 апреля 1911 года в селе Ново-Кочубеевка Полтавской губернии в семье Михаила Андреевича (рабочего железной дороги) и Ефросиньи Васильевны Таций (домохозяйки).
В 1929 году Григорий окончил школу. Служил в Красной армии. В 1935 году поступил и в 1939 году окончил в Харькове учётно-экономический факультет Украинского института советской торговли. В этом же году поступил в аспирантуру Московского института народного хозяйства им. Г.В. Плеханова (ныне Российский экономический университет имени Г. В. Плеханова), которую оставил из-за начавшейся войны. Принимал участие в Великой Отечественной и Советско-японской войнах. Член ВКП(б)/КПСС.
После демобилизации работал старшим экономистом главного интендантского управления Министерства Вооружённых Сил СССР. В 1947 году окончил аспирантуру. В 1953—1961 годах Таций работал в аппарате Министерства высшего и среднего специального образования СССР. Одновременно преподавал в Московском институте народного хозяйства им. Г.В. Плеханова и во Всесоюзном заочном институте советской торговли. С 1961 по 1987 годы работал в Московском финансовом институте (ныне Финансовый университет при Правительстве Российской Федерации), до 1976 года был проректором по научной работе. В декабре 1968 года Григорию Михайловичу было присвоено учёное звание профессора по кафедре «Анализ хозяйственной деятельности». С этого же года он являлся профессором-консультантом этой кафедры. На пенсию вышел в марте 1987 года.
Григорий Михайлович Таций вёл научно-исследовательскую работу, руководил аспирантами. В течение многих лет принимал участие в подготовке и проведении всесоюзных и межвузовских конференций по экономическим наукам. Так 1973 году совместно с С. Б. Барнгольц участвовал в организации Всесоюзной научно-методической конференции «Анализ хозяйственной деятельности»; в 1974 году они же обеспечили проведение совещания заведующих кафедрами экономических вузов страны по аналогичной тематике.
Также вёл общественную работу, которую не оставил после выхода на пенсию. Был депутатом Моссовета, в 1965—1967 годах - председателем бюджетной комиссии.
Умер в 1992 году в Москве. 
Его сын Сергей (род. 1951) — окончил Московский финансовый институт и стал финансистом; второй сын — Юрий (род. 1947) стал учёным, работал в Институте геохимии и аналитической химии им. В.И. Вернадского РАН.

## Награды
- Был награждён боевыми орденами Красной Звезды и Отечественной войны 2-й степени, а также медалями «За боевые заслуги», «За победу над Германией в Великой Отечественной войне. 1941—1945», «За победу над Японией», «За оборону Советского Заполярья».
- За большой вклад в развитие народного образования страны в 1961 году награждён орденом «Знак Почёта».